# Muzeum Kaszubskie im. Franciszka Tredera w Kartuzach
Muzeum Kaszubskie im. Franciszka Tredera w Kartuzach – muzeum w Kartuzach zajmujące się gromadzeniem eksponatów związanych z Kaszubami i zamieszkującą je grupą etniczną. Placówka ta jest wpisana do Państwowego Rejestru Muzeów.
Starania o utworzenie tego muzeum podejmowane były już przed wojną, jednak jej wybuch uniemożliwił to.  Głównym inicjatorem był Franciszek Treder. W wyniku jego starań 1 maja 1947 roku dokonano uroczystego otwarcia.  Znaczne zasługi w organizacji tej placówki posiadało również Towarzystwo Miłośników Muzeum Kaszubskiego im. dr. Aleksandra Majkowskiego w Kartuzach. 1 stycznia 1950 roku doszło do likwidacji Towarzystwa i jednoczesnego upaństwowienia muzeum.
15 kwietnia 1986 roku willa i budynek gospodarczy Muzeum przy ul. Kościerskiej 1C zostały wpisane do rejestru zabytków, w rejestrze woj. pomorskiego są one pod nr 961.
Placówka posiada bogate zbiory etnograficzne, a także zbiór ludowych instrumentów kaszubskich, takich jak burczybas i diabelskie skrzypce.

## Odznaczenia i wyróżnienia
- Odznaka honorowa „Zasłużonym Ziemi Gdańskiej” (1979)[1]